# Aasif Mandvi
Aasif Mandvi, de son nom complet Aasif Hakim Mandviwala, est un acteur, humoriste et scénariste britannico-américano-indien, né le 5 mars 1966 à Bombay.

## Biographie
Il est né à Bombay dans le Maharashtra en Inde. Il a été élevé avec des valeurs musulmanes chiites (Dawoodi Bohra). Sa famille s'installe à Bradford, en Angleterre, alors qu'il est âgé d'un an. Son père, Hakim dirigeait une boutique et sa mère, Fatima, était infirmière.
Il fait partie de l'équipe du Daily Show depuis 2006 et de ses correspondants permanents depuis 2007.

## Filmographie

### Cinéma

#### Films
- 1995 : Une journée en enfer : le chauffeur de taxi arabe
- 1996 : Eddie : Mohammed
- 1998 : Couvre-feu : Khalil Salah
- 1999 : Mafia Blues : Dr Shulman
- 1999 : L'Ombre d'un soupçon : Salesman, du magasin Electronics Store
- 2001 : Taxis pour cible : Singh
- 2004 : Spider-Man 2 : M. Aziz
- 2006 : La Couleur du crime (Freedomland) : Dr Anil Chatterjee
- 2007 : Le Come-Back : Khan
- 2008 : La Ville fantôme : Dr Prashar
- 2009 : Today's Special : Samir
- 2009 : La Proposition : Bob Spaulding
- 2010 : Le Dernier Maître de l'air : le commandant Zhao
- 2010 : Une drôle d'histoire (It's Kind of a Funny Story) : Dr Mahmoud
- 2011 : Margin Call : Ramesh Shah
- 2011 : Dark Horse : Mahmud
- 2012 : The Dictator : le docteur
- 2012 : Premium Rush : Raj
- 2012 : Elle s'appelle Ruby : Cyrus Modi
- 2013 : My Movie Project (Movie 43) : Asif
- 2013 : Les Stagiaires (The Internship) : M. Chetty[2]
- 2013 : Gods Behaving Badly : Maxwell (en tournage)[2]
- 2014 : Million Dollar Arm : Ash Vasudevan
- 2016 : Joyeuse fête des mères : Russell
- 2022 : Crush : Coach Murray

### Télévision

#### Téléfilms
- 1996 : Jake's Women : le chauffeur

#### Séries télévisées
- 1995 : New York, police judiciaire : Khan (saison 5, épisode 14)
- 1996 : New York, police judiciaire : un technicien (saison 6, épisode 19)
- 1997 : New York, police judiciaire : Gulab Singh (saison 7, épisode 17)
- 1998 : New York, police judiciaire : le vendeur de cacahuètes (saison 8, épisode 15)
- 2000 : New York, unité spéciale : professeur Husseini (saison 2, épisode 2)
- 2001 : Sex and the City : Dimitri (saison 4, épisode 8)
- 2002 : Oz : Dr Tariq Faraj (saison 5, épisodes 6 & 7)
- 2004 : New York, section criminelle : Sateesh (saison 4, épisode 9)
- 2005 : New York, cour de justice : juge Samir Patel (saison 1, épisodes 5 et 7)
- 2006 : Les Soprano : Dr Abu Bilal (saison 6, épisode 12)
- 2006-2008 : Urgences : Manish (3 épisodes)
- 2006-2008 : Jericho : Kenchy Dhuwalia (7 épisodes)
- 2011 : Larry et son nombril : l'homme dans l'ascenseur (saison 8, épisode 10)
- 2015 : The Brink : Rafiq Massoud
- 2015 : Person of Interest : Sulaiman Khan (saison 4, épisode 19)
- 2017-2018 : Les Désastreuses Aventures des orphelins Baudelaire : Le professeur Montgomery « Oncle Monty » Montgomery
- 2019-2024 : Evil : Ben Shakir

## Voix françaises
Aasif Mandvi est doublé par les acteurs suivants :
En France
| - Marc Saez dans : (les séries télévisées) - Jericho - The Brink - Person of Interest - Les Désastreuses Aventures des orphelins Baudelaire - Charles Borg dans : - Larry et son nombril (série télévisée) - Margin Call | - Asil Rais dans : - Spider-Man 2 - Les Stagiaires et aussi - Pascal Sellem dans La Ville fantôme - Bernard Métraux dans La Proposition - Sébastien Desjours dans Premium Rush - Vincent de Bouard dans Elle s'appelle Ruby - Constantin Pappas dans Joyeuse fête des mères |

Au Québec